# بای لو
بای منگ‌یان (چینی: 白梦妍؛ زادهٔ ۲۳ سپتامبر ۱۹۹۴)، که بیشتر با نام هنری بای لو (چینی: 白鹿) شناخته می‌شود، بازیگر، مدل و خوانندهٔ اهل چین است که در مجموعه‌های تلویزیونی چینی مختلفی ایفای نقش کرده است. او از سال ۲۰۱۶ میلادی تاکنون مشغول فعالیت بوده است.

## اوایل زندگی
بای لو با نام تولد بای منگ‌یان زادهٔ ۲۳ سپتامبر ۱۹۹۴ در چانگژو، جیانگسو، چین است.
در سال ۲۰۱۰، او دوره متوسطه و برنامه تحصیل زبان خارجی خود را در مؤسسه عالی فنی حرفه‌ای گردشگری و بازرگانی چانگژو گذراند. در سال ۲۰۱۵، پس از فارغ‌التحصیلی از این برنامه، کار خود را به عنوان مدل در تبلیغات گرافیکی برای تاوباو آغاز کرد.